# Alexander Schunka
Alexander Schunka (* 10. Juli 1972 in München) ist ein deutscher Historiker.

## Leben
Von 1994 bis 1999 studierte er neuere Geschichte, historische Hilfswissenschaften sowie Geschichte und Kultur des Nahen Orients an der Ludwig-Maximilians-Universität München (1999 Magister Artium). Nach der Promotion (Dr. phil.) 2004 an der Universität München und der Habilitation 2015 (Neuere und Neueste und Europäische Geschichte) an der Universität Stuttgart ist er seit 2015 Professor für Geschichte der Frühen Neuzeit am Friedrich-Meinecke-Institut der FU Berlin.
Sein Forschungsschwerpunkt ist Kulturgeschichte Europas in der Frühen Neuzeit, insbesondere: historische Migrations- und Mobilitätsforschung, Religionsgeschichte der Frühen Neuzeit, Geschichte kultureller Transfers und Interaktionen (anglo-amerikanischer Raum, Mitteleuropa, Osmanisches Reich) und Ressourcengeschichte.

## Schriften (Auswahl)
- Soziales Wissen und dörfliche Welt. Herrschaft, Jagd und Naturwahrnehmung in Zeugenaussagen des Reichskammergerichts aus Nordschwaben (16.–17. Jahrhundert). Frankfurt am Main 2000, ISBN 3-631-36404-0.
- Gäste, die bleiben. Zuwanderer in Kursachsen und der Oberlausitz im 17. und frühen 18. Jahrhundert. Hamburg 2006, ISBN 3-8258-9374-X.
- Ein neuer Blick nach Westen. Deutsche Protestanten und Großbritannien (1688–1740). Wiesbaden 2019, ISBN 3-447-11260-3.
- Die Hugenotten. Geschichte, Religion, Kultur. München 2019, ISBN 3-406-73431-6.